# Teorema di Gel'fond-Schneider
In matematica, il teorema di Gel'fond-Schneider è un teorema che stabilisce la trascendenza di una grande classe di numeri e risolve così il settimo problema di Hilbert.
Fu dimostrato indipendentemente nel 1934 dal matematico Aleksandr Osipovič Gel'fond e da Theodor Schneider

## Enunciato
Il teorema afferma che dati due numeri complessi a algebrico diverso da 0 e da 1 e b non razionale e algebrico, ogni valore di {\displaystyle a^{b}} è trascendente, cioè non è la radice di nessun polinomio a coefficienti interi. Per esempio il teorema afferma la trascendenza di numeri come {\displaystyle 3^{\sqrt {2}}}, {\displaystyle 2^{\sqrt {2}}} (nota come constante de Gel'fond-Schneider), {\displaystyle {\sqrt {2}}^{\sqrt {2}}={\sqrt {2^{\sqrt {2}}}}}, ma anche (essendo i algebrico e "non razionale") di {\displaystyle 2^{i}} o di {\displaystyle i^{i}}.
Il teorema è in generale falso se b è (irrazionale) trascendente, come ad esempio nel caso di {\displaystyle a=2} e {\displaystyle b={\frac {\log 3}{\log 2}}} ({\displaystyle a^{b}=3} è chiaramente non trascendente). Casi come {\displaystyle e^{e}}, {\displaystyle \pi ^{\pi }} o {\displaystyle \pi ^{e}} sono dunque tuttora aperti. Curiosamente però si sa in base al teorema di Gel'fond che {\displaystyle e^{\pi }} (nota come costante di Gel'fond) è trascendente visto che  {\displaystyle e^{\pi }} si può scrivere anche come  {\displaystyle e^{\pi }=i^{-2i}} a cui il teorema è applicabile.